# والدکو والدمائه
والدکو والدمائه (استونیایی: Valdeko Valdmäe; ۵ مهٔ ۱۹۱۳ – ۲۰ مهٔ ۲۰۰۱) بازیکن بسکتبال و بازیکن والیبال اهل استونی بود.